# Gerbilliscus boehmi
Gerbilliscus boehmi és una espècie de mamífer rosegador de la família dels múrids. Viu a Angola, Burundi, la República Democràtica del Congo, Kenya, Malawi, Moçambic, Ruanda, Tanzània, Uganda i Zàmbia. Els seus hàbitats naturals són els boscos secs i oberts, els matollars i els camps de conreu. És una espècie en risc mínim, és a dir, no sembla que hi hagi cap amenaça significativa per a la seva supervivència.
L'espècie fou anomenada en honor del viatger i zoòleg alemany Richard Böhm.